# 中华人民共和国行政区划代码
- 關於中华人民共和国国家统计局公布的，用于表示各级行政区划及非行政区划单位的地理编码，請見「统计用区划代码」。
- 關於中华人民共和国境内用于邮政服务的编码系统，請見「中华人民共和国境内地区邮政编码列表」。
- 關於中华人民共和国境内用于通信服务的码号系统，請見「中国大陆电话号码」。

中华人民共和国行政区划代码（国家标准编号：GB/T 2260），是用于识别中华人民共和国行政区划的一种地理编码，是中华人民共和国民政部区划地名司等单位起草、中国国家标准化管理委员会通过并发布的一项推荐性国家标准。
此标准规定了县级或以上行政区划的数字代码（由6位数字组成）和字母代码（省级行政区由2位大写字母组成，地级或县级行政区由3位大写字母组成），适用于对行政区划进行标识、信息处理和交换等。然而，在一般应用上，数字代码更为普及，例如有以下范畴：
- 民政部用于行政区划的标识；
- 国家统计局为便于统计调查，将县级以上行政区行政区划代码用于编配“统计用区划代码”[b]；
- 公安部用于编配公民身份号码的“地址码”（头6位数字）[c]；
- 国家市场监督管理总局等部门用于编配统一社会信用代码的“登记管理机关行政区划码”（第3-8位数字）。

## 历史
此国家标准于1980年首次发布，并在1982年、1984年、1986年、1988年、1991年、1995年、1999年、2002年及2007年发布更新版本，现时最新版本是GB/T 2260-2007第1号修改单。
2025年4月，中华人民共和国民政部对《行政区划代码管理办法（征求意见稿）》公开征求意见，该办法根据《行政区划管理条例》，对行政区划代码的确定主体与规则、省地县乡级编码规则、代码信息的公布报送管理共享进行了规定。2025年7月，民政部印发《行政区划代码管理办法》，于2025年9月1日起施行。该办法规定县级及以上代码由民政部确定，乡级代码由省级民政部门确定。

## 编码规则

### 县以上行政区数字代码编码规则
| 1    | 1    | 0    | 1    | 0    | 1    |
| 省级 | 省级 | 地级 | 地级 | 县级 | 县级 |

数字代码采用三层六位层次码结构，代码从左至右的含义是：
- 第一层（第一、二位）表示省级行政区（省、自治区、直辖市、特别行政区），其中第一位代表大区。
- 第二层（第三、四位）表示地级行政区（地级市、地区、自治州、盟），直辖市的市辖区、县的汇总码，及省（自治区）直辖县级行政区的汇总码。
- 第三层（第五、六位）表示县级行政区（县、自治县、市辖区、县级市、旗、自治旗、林区、特区）。

| 第一层 （第一、二位） | 一级行政区                                                    | 1开头（华北地区） - 北京市（11） - 天津市（12） - 河北省（13） - 山西省（14） - 内蒙古自治区（15）                         |
| 第一层 （第一、二位） | 一级行政区                                                    | 2开头（东北地区） - 辽宁省（21） - 吉林省（22） - 黑龙江省（23）                                                           |
| 第一层 （第一、二位） | 一级行政区                                                    | 3开头（华东地区） - 上海市（31） - 江苏省（32） - 浙江省（33） - 安徽省（34） - 福建省（35） - 江西省（36） - 山东省（37） |
| 第一层 （第一、二位） | 一级行政区                                                    | 4开头（中南地区） - 河南省（41） - 湖北省（42） - 湖南省（43） - 广东省（44） - 广西壮族自治区（45） - 海南省（46）        |
| 第一层 （第一、二位） | 一级行政区                                                    | 5开头（西南地区） - 重庆市（50） - 四川省（51） - 贵州省（52） - 云南省（53） - 西藏自治区（54）                           |
| 第一层 （第一、二位） | 一级行政区                                                    | 6开头（西北地区） - 陕西省（61） - 甘肃省（62） - 青海省（63） - 宁夏回族自治区（64） - 新疆维吾尔自治区（65）             |
| 第一层 （第一、二位） | 一级行政区                                                    | 7开头（台湾省） - 台湾省（71）                                                                                             |
| 第一层 （第一、二位） | 一级行政区                                                    | 8开头（港澳地区） - 香港特别行政区（81） - 澳门特别行政区（82） - （用于台湾地区居民居住证：83）                           |
| 第一层 （第一、二位） | 一级行政区                                                    | 9开头（用于外国人永久居留身份证）                                                                                          |
| 第二层 （第三、四位） | 省（自治区）下辖的地级行政区                                  | 01−20、51−70表示地级市 |
| 第二层 （第三、四位） | 省（自治区）下辖的地级行政区                                  | 21−50表示地区、自治州、盟                                                                                                  |
| 第二层 （第三、四位） | 直辖市下辖的县级行政区                                        | 01表示市辖区的汇总码 |
| 第二层 （第三、四位） | 直辖市下辖的县级行政区                                        | 02表示县、自治县的汇总码                                                                                                   |
| 第二层 （第三、四位） | 直辖市下辖的县级行政区                                        | 03表示县级市的汇总码（重庆市曾经使用，现时已没有直辖市下辖的县级市）                                                       |
| 第二层 （第三、四位） | 省（自治区）直辖县级行政区                                    | 90表示县级行政区的汇总码                                                                                                   |
| 第三层 （第五、六位） | 地级市下辖的县级行政区                                        | 01−20、51−80表示市辖区、特区、工矿区（其中01表示市辖区的汇总码）                                                           |
| 第三层 （第五、六位） | 地级市下辖的县级行政区                                        | 21−50表示县、自治县、旗、自治旗                                                                                            |
| 第三层 （第五、六位） | 地级市下辖的县级行政区                                        | 81−99表示地级市代管的县级市                                                                                                |
| 第三层 （第五、六位） | 直辖市下辖的县级行政区                                        | 01−20、51−80表示市辖区 |
| 第三层 （第五、六位） | 直辖市下辖的县级行政区                                        | 21−50表示县、自治县 |
| 第三层 （第五、六位） | 直辖市下辖的县级行政区                                        | 81−99表示县级市（重庆市曾经使用，现时已没有直辖市下辖的县级市）                                                            |
| 第三层 （第五、六位） | 地区（自治州、盟）下辖的县级行政区 省（自治区）直辖县级行政区 | 01−20表示县级市 |
| 第三层 （第五、六位） | 地区（自治州、盟）下辖的县级行政区 省（自治区）直辖县级行政区 | 21−80表示县、自治县、旗、特区、林区、工农区、县级镇、县级管理区                                                            |

### 县以下行政区数字代码编码规则
在《中华人民共和国行政区划代码》（GB/T 2260）的基础上，国家标准化管理委员会亦发布《县级以下行政区划代码编制规则》（国家标准编号：GB/T 10114）作为前者扩充与延拓的配套标准，与GB/T 2260配合使用，于1988年12月首次发布，2003年作第一次修订。
此标准用作编制县级以下的行政区划（即乡级行政区）代码，包括街道办事处、镇、乡、民族乡、苏木、民族苏木（县辖区公所不参与编码）。县级以下的行政区划代码由九位数字构成，代码从左至右的含义是：
| 1    | 1    | 0    | 1    | 0    | 1    | 0    | 0    | 1    |
| 省级 | 省级 | 地级 | 地级 | 县级 | 县级 | 乡级 | 乡级 | 乡级 |

- 第一段（第一至六位）即所属行政区采用GB/T 2260编制的六位数字代码。

- 第二段（第七至九位）表示乡级行政区：
  - 001−099表示街道办事处；
  - 100−199表示镇；
  - 200−399表示乡、民族乡、苏木、民族苏木。

编制县级以下的行政区划代码时，当只表示县级或以上行政区划时，第七至九位可补上“000”，以保证代码长度一致。与GB/T 2260相似，政区更名不需更改代码，政区类型或隶属关系变更，则需重新赋码。为保证代码的唯一性，因行政区划变更而撤销的代码不得再赋予其他政区使用。
值得注意的是，国家标准化管理委员会公布的GB/T 10114只列出了编制规则，并没有如GB/T 2260般列出行政区的具体代码。

## 代码维护

### 代码的排序、更改与撤销
一般来说，区划代码是按照政区设立的日期，依数字的顺序排列的。但早期部分地级市因应市辖区的性质，分为城区与郊区两个类型，而区划代码排列的开始位置亦有所不同。城区代码由“02”开始排列（“01”是地级市市辖区的汇总码），郊区则由“11”开始排列。例如武汉市江汉区等6个城区由“420102”排起，洪山区等7个郊区则由“420111”排起。这种排序方式近年已不再使用，但现存此情况的地级市在新设市辖区时，尚未有准则应在城区还是郊区的代码后排下去，造成代码疑问。
单纯的政区更名并不会更改代码。管辖范围有变化，或政区合并且同时沿用原有政区之一名称，一般会沿用原有政区的代码，但不同类型的政区合并沿用原有政区之一名称，代码可能沿用，也可能不沿用。大部分政区类型改变，例如撤县设区、撤县设市等，代码则需要更改。上级行政区发生变化，例如所属政区撤地区设市，代码也需要更改。上级行政区发生变化，下级行政区间的代码虽改变，但除非下级行政区类型改变，排序一般不变。为保证代码的唯一性，因行政区划变更而撤销的代码一般不会再赋予其他政区使用。

### 代码的发布与修订
虽然理论上行政区划代码应经由国家标准化管理委员会通过后才公开发布并生效，但实际上行政区划经常有变更，而标准化管理委员会并不是恒常地发布最新的代码，而且审核县级或以上行政区划的设立、命名和变更等是由民政部区划地名司负责。因此，当有县级或以上的区划变更时，民政部会按照上述规则赋予变更后行政区新的区划代码。民政部公布的代码几乎与标准化管理委员会公布的一模一样，但亦有例外。例如2017年第2号修改单中海南省儋州市与三沙市的代码分別是“460300”、“460400”，正好与民政部公布的互换了排序。

## 统计用区划代码与行政区划代码的差异
《中华人民共和国宪法通释》指出，“一些地方政府为发展当地经济，在某一区域设立特殊的经济开发区，这些经济开发区不得设立政权机关，也不是一级行政区划”。因各种经济开发区（或工业园区）并不是行政区划，故民政部对于各类“开发区”均不编制行政区划代码。但由于统计数据汇总及管理等实际需要，确实有必要赋予这些单位独立的代码，故国家统计局针对此类开发区等非行政区自行编制了统计用区划代码。
因经济开发区等非行政区的统计用区划代码、乡级行政区的统计用区划代码均由国家统计局自行编制，与民政部门编制的行政区划代码并不存在继承关系，所以二者往往会存在差异。
如，国家统计局赋予黑龙江省大兴安岭地区加格达奇区统计用区划代码232701，但漠河县于2018年撤县设市时，民政部赋予漠河市行政区划代码232701。为避免引起混乱，国家统计局其后为加格达奇区另赋统计用区划代码232761。
2003年，福建省漳州市龙海市撤销石码镇，改设石码街道，虽民政部已以“石码街道”标注该地名，行政区划代码为350681001，但国家统计局仍以“石码镇”标注该地名，统计用区划代码为350681100。直至2021年龙海市改设龙海区后，国家统计局才改称“石码街道”并修改统计用区划代码为350604001。
民政部收录江苏省苏州市太仓市娄东街道和陆渡街道，分别赋行政区划代码320585001和320585002，但国家统计局未收录上述两个街道，并将两个街道辖区列入类似乡级单位太仓港经济技术开发区（统计用区划代码赋码320585401）。
民政部与国家统计局在乡级行政区的代码编制亦有较多差异。如内蒙古自治区包头市达尔罕茂明安联合旗，全旗12个乡、镇、苏木中，只有2个镇是两个部门都赋予了同一代码。
| 行政区名称         | 2017年行政区划代码 | 2017年统计用区划代码 |
| ------------------ | ------------------ | -------------------- |
| 达尔罕茂明安联合旗 | 15 02 23 000       | 15 02 23 000         |
| 百灵庙镇           | 15 02 23 100       | 15 02 23 104         |
| 满都拉镇           | 15 02 23 101       | 15 02 23 102         |
| 希拉穆仁镇         | 15 02 23 102       | 15 02 23 103         |
| 明安镇             | 15 02 23 103       | 15 02 23 107         |
| 巴音花镇           | 15 02 23 104       | 15 02 23 108         |
| 石宝镇             | 15 02 23 105       | 15 02 23 105         |
| 乌克忽洞镇         | 15 02 23 106       | 15 02 23 106         |
| 达尔罕苏木         | 15 02 23 216       | 15 02 23 213         |
| 巴音敖包苏木       | 15 02 23 217       | 15 02 23 215         |
| 查干哈达苏木       | 15 02 23 218       | 15 02 23 214         |
| 西河乡             | 15 02 23 219       | 15 02 23 216         |
| 小文公乡           | 15 02 23 220       | 15 02 23 217         |

### 引用
1. ↑  . 中国国家标准化管理委员会.   [2019-01-19]. （原始内容存档于2020-12-06）.
2. ↑  . 中国国家标准化管理委员会.   [2019-01-19]. （原始内容存档于2020-12-06）.
3. ↑  . 中国国家标准化管理委员会.   [2019-01-20]. （原始内容存档于2019-01-20）.
4. ↑  . 中华人民共和国民政部. 2025-04-17  [2025-04-30].
5. ↑  . 新华社. 2025-07-07  [2025-07-08].
6. ↑  . 中国期刊全文数据库.   [2019-01-20]. （原始内容存档于2020-12-06）.
7. 1 2 3  . 中国政府网.   [2020-05-07]. （原始内容存档于2019-03-04）.
8. ↑  . 中国政府网.   [2020-05-07]. （原始内容存档于2015-09-24）.
9. 1 2  . 中国政府网.   [2019-01-20]. （原始内容存档于2020-11-11）.
10. 1 2  . 中国政府网.   [2019-01-20]. （原始内容存档于2020-08-11）.
11. ↑  . 中华人民共和国民政部.   [2019-01-29]. （原始内容存档于2020-11-11）.
12. ↑  . 中华人民共和国民政部.   [2019-01-29]. （原始内容存档于2020-11-22）.
13. ↑  . 中国国家标准化管理委员会.   [2019-01-19]. （原始内容存档于2020-12-06）.
14. ↑  . 中华人民共和国民政部.   [2019-01-23]. （原始内容存档于2020-11-11）.
15. ↑  全国信息分类与编码标准化技术委员会. . 中国标准化研究院.   [2019-01-19]. （原始内容存档于2019-01-20）.
16. ↑  . 北京: 全国人民代表大会常务委员会（中国人大网）.   [2023-07-20]. （原始内容存档于2024-07-22） （中文（中国大陆））.
17. ↑  . 中华人民共和国民政部.   [2019-01-20]. （原始内容存档于2020-12-06）.
18. ↑  . 中华人民共和国国家统计局.   [2019-02-14]. （原始内容存档于2020-11-11）.
19. 1 2  . 中华人民共和国民政部.   [2024-06-17]. （原始内容存档于2024-06-17）.
20. ↑  . 中华人民共和国国家统计局.   [2022-12-19]. （原始内容存档于2022-12-19）.
21. ↑  . 中华人民共和国国家统计局.   [2022-12-19]. （原始内容存档于2022-07-14）.
22. ↑  . 中华人民共和国民政部.   [2024-06-17]. （原始内容存档于2023-12-14）.
23. ↑  中华人民共和国民政部. . 中国统计出版社. 2017年5月. ISBN 978-7-5037-8122-3.
24. ↑  . 中华人民共和国国家统计局.   [2019-01-20]. （原始内容存档于2020-11-11）.